# Scottish Division One 1921/1922
Třicátý druhý ročník Scottish Division One (1. skotské fotbalové ligy) se konal od 15. srpna 1921 do 29. dubna 1922.
Soutěže se zúčastnilo opět 22 klubů a vyhrál ji pošestnácté ve své historii Celtic FC, který měl náskok jeden bod před rivalem Rangers FC. Nejlepším střelcem se stal opět hráč St. Mirren FC Duncan Walker, který vstřelil 45 branek.